# Clarotes bidorsalis
Clarotes bidorsalis är en fiskart som beskrevs av Pellegrin, 1938. Clarotes bidorsalis ingår i släktet Clarotes och familjen Claroteidae. Inga underarter finns listade i Catalogue of Life.